# جيونغ دونغ هو
جيونغ دونغ هو (7 مارس 1990 في كوريا الجنوبية - ) هو لاعب كرة قدم كوري جنوبي في مركز الدفاع. شارك مع منتخب كوريا الجنوبية تحت 20 سنة لكرة القدم ومنتخب كوريا الجنوبية تحت 23 سنة لكرة القدم ومنتخب كوريا الجنوبية لكرة القدم. أما مع النوادي، فقد لعب مع جيجيانغ غرينتاون ونادي أولسان هيونداي ويوكوهاما مارينوس وGainare Tottori ‏.

## وصلات خارجية
- جيونغ دونغ هو على موقع رابطة كرة القدم اليابانية للمحترفين (اليابانية)
- جيونغ دونغ هو على موقع دوري كوريا الجنوبية (الإنجليزية)
- جيونغ دونغ هو على موقع قاعدة بيانات كرة القدم.إي يو (الإنجليزية)
- جيونغ دونغ هو على موقع ناشيونال فوتبول تيمز (الإنجليزية)
- جيونغ دونغ هو على موقع Soccerway.com (الإنجليزية)
- جيونغ دونغ هو على موقع أوليمبيديا (الإنجليزية)